# Lokale Politieke Federatie Westland
De Lokale Politieke Federatie Westland (afgekort: LPF Westland) is een Nederlandse lokale politieke partij in de gemeente Westland. Eerste fractievoorzitter in de gemeenteraad was John Witkamp. Hij werd in 2011 opgevolgd door Dave van der Meer die in 2019 afscheid nam van  de gemeenteraad en toetrad tot het bestuur van LPF Westland. De huidige fractievoorzitter is Dave van Koppen.
In 2004 heette de LPF nog Lijst Pim Fortuyn en kwam toen met vijf zetels in de gemeenteraad na de gemeentelijke herindeling. Als enige lokale LPF-afdeling leverde de partij in de zittingsperiode van 2006-2010 een wethouder, en wel in de persoon van Ben van der Stee. Toen de landelijke partij op 1 januari 2008 ophield te bestaan, dacht de partij na over de ontstane mogelijkheden. Opties waren aansluiting bij TON, fuseren met GemeenteBelang Westland of een naamswijziging. In maart 2009 besloot het bestuur om de initialen om te buigen in de huidige naam. Op 3 maart 2010 ging de LPF van vijf naar zes zetels en werd daarmee een van de winnaars van de gemeenteraadsverkiezingen. In de periode 2010-2018 heeft LPF Westland oppositie gevoerd. Bij de verkiezingen van 2014 werd wederom een extra raadszetel behaald naar 7 raadsleden. In 2018 was LPF Westland wederom succesvol met relatief de meeste stemmenwinst. Door de systematiek van restzetelverdeling leverde dat geen extra raadszetel op. Wel nam LPF Westland deel aan de formatie van een nieuw college waarin het op 15 mei 2018 toetrad met twee wethouders, Van der Stee (eerder wethouder in 2006-2010) en Cobie Gardien-Rijnders.
In 2022 verloor de LPF twee zetels en ging van 7 naar 5. De nieuwe fractie wilde onderhandelen met de andere lokale partijen Westland Verstandig en Gemeentebelang Westland, maar deze beide kozen voor de VVD als partner, waardoor de LPF in de oppositie terechtkomt.

## Programma
LPF Westland claimt de volgende zaken als belangrijke standpunten: het behoud van de tuinbouwsector, veiligheid, infrastructuur, behoud van de kernen, de sportverenigingen en het voorzieningenniveau.